# 3,4-メチレンジオキシアンフェタミン
3,4-メチレンジオキシアンフェタミン(3,4-Methylenedioxyamphetamine, MDA)は、アンフェタミン系のエンパーソゲン（共感薬）、精神刺激薬、幻覚剤の一種で、主にレクリエーショナルドラッグとして用いられる。薬理学的には、MDAは、セロトニン・ノルアドレナリン・ドーパミン放出薬(SNDRA)として働く。ほとんどの国で規制薬物であり所持や販売は違法である。
MDAは、ほかのアンフェタミン系の薬物と比べ、レクリエーショナルドラッグとしてはあまり人気がない。しかしメチレンジオキシメタンフェタミン (MDMA) の肝臓でのN-脱アルキル化生成物、一次代謝物であるため広く用いられている。また違法に製造されたMDMAに混入していることもよくある。

## 利用

### 医療
MDAには承認された医療用途はない。

### 娯楽
違法ではあるが、MDAは気分や共感性を高めるため、娯楽的にラブドラッグとして用いられている。レクリエーショナルドラッグとしての用量は、100–160 mgと言われている。

## 副作用
MDAは、セロトニン作動性神経毒作用を持ち、MDAの代謝で活性化されると考えられている。さらに、MDAはグリア細胞の応答を活性化するが、使用後には収まる。

## 過剰摂取
急性毒性の症状には、興奮、発汗、血圧や心拍の上昇、体温の急激な上昇、痙攣があり、死に至ることもある。死に至る場合は、通常は心毒性とそれに続く脳内出血（脳卒中）の結果である。

## 薬理学

### 薬力学
MDAは、セロトニン、ノルアドレナリン、ドーパミンの輸送体、小胞モノアミン輸送体の基質となり、TAAR1のアゴニストである。これらの理由により、セロトニン、ノルアドレナリン、ドーパミンの再取り込み阻害剤、放出剤として作用する（つまりSNDRAである）。また、5-HT2A、5-HT2B及び5-HT2Cセロトニン受容体のアゴニストとして作用し、α2A-、α2B-及びα2C-アドレナリン受容体、5-HT1A、5-HT7セロトニン受容体との親和性を示す。
MDAの(S)-光学異性体は、(R)-光学異性体よりも精神刺激薬としての作用が強く、3つのモノアミン輸送体により高い親和性を持つ。
MDAの主観的、行動的な影響については、エンパーソゲン作用にはセロトニン放出、精神刺激作用にはドーパミン及びノルアドレナリン放出、多幸感（報酬系と嗜癖）にはドーパミン放出、幻覚作用には5-HT2A受容体のアゴニスト作用が直接影響していると考えられている[要出典医学]。

## 薬物動態学
薬物の作用時間は、約6–8時間と報告されている。

## 化学
MDAは、置換メチレンジオキシ基を持つフェネチルアミン、またアンフェタミン誘導体である。他のフェネチルアミンやアンフェタミンとの関連では、β-フェネチルアミンの3,4-メチレンジオキシ, α-メチル誘導体、アンフェタミンの3,4-メチレンジオキシ誘導体、MDMAのN-デメチル誘導体である。

### シノニム
3,4-メチレンジオキシアンフェタミンという名前に加え、以下のようなシノニムがある。
- α-メチル-3,4-メチレンジオキシ-β-フェニルエチルアミン
- 1-(3,4-メチレンジオキシフェニル)-2-プロパンアミン
- 1-(1,3-ベンゾジオキソール-5-イル)-2-プロパンアミン

### 合成
MDAは通常、サフロールやピペロナールのような精油から合成される。これらの前駆体からの一般的な合成経路は、以下のようなものがある。
- サフロールのアルケン基をハロゲン含有鉱酸で還元し、その後アミンアルキル化する[16][17]。
- サフロールをワッカー酸化で3,4-メチレンジオキシフェニルプロパン-2-オン(MDP2P)とし、その後、還元的アミノ化またはオキシムの還元を行う[17][18][19]。
- ピペロナールとニトロエタンでヘンリー反応を起こし、その後ニトロ基の還元を行う[17][20][21][22][23]。
- J. Elksらによってヘリオトロピンのダルツェン縮合も行われている[24]。これによってMDP2Pが生じ、ロイカート反応に供する。

### 体液からの検出
MDAは、使用検出のために血漿や尿中濃度の測定、中毒の診断、また交通違反やその他の犯罪、突然死等の法医学的検査が行われる。薬物乱用の検査には、髪の毛、唾液、汗を検体として用いるものがある。市販のアンフェタミンイムノアッセイは、MDAやその他のMDMAの主要代謝物にもかなり反応するが、クロマトグラフィーにより容易に区別でき、個別に測定することができる。MDMAのみを摂取した人の血液や尿中のMDAの濃度は、一般的に、親化合物の10%以下である。

### 誘導体
MDAは、β-アドレナリン受容体のアゴニストであるプロトキロールの核構造の一部から構成されている。

## 歴史
MDAは、1910年にカール・マンニッヒとW. Jacobsohnにより初めて合成された。1930年7月にゴードン・アレスが初めて摂取してその生理的効果を発見し、後にSmith, Kline & Frenchにライセンスした。1939年に動物実験が初めて行われ、1941年から、パーキンソン病の治療を目的とした治験が始まった。1949年から1957年まで、Smith, Kline & Frenchにより、抗うつ薬及び食欲抑制薬の研究のために500人以上にMDAが投与された。アメリカ合衆国陸軍は、自白薬や無力化ガスの開発中、EA-1298というコードネームでこの薬品の実験も行った。1953年1月、テニス選手のハロルド・ブラウアーは、MKウルトラ計画の一環で、知識も同意もないまま450 mgのMDAを静脈注射された後、死亡した。1958年にH. D. Brownが鎮咳去痰薬として、1960年にSmith, Kline & Frenchが精神安定剤として、1961年に"Amphedoxamine"の商標名で食欲抑制薬として、特許が取得された。1963–1964年頃には、レクリエーショナルドラッグとして用いられ始めた。当時は実験用薬品として安価で容易に入手可能で、クラウディオ・ナランホやリチャード・イェンセン等の研究者は、心理療法の分野でMDAを研究した。

## 社会と文化

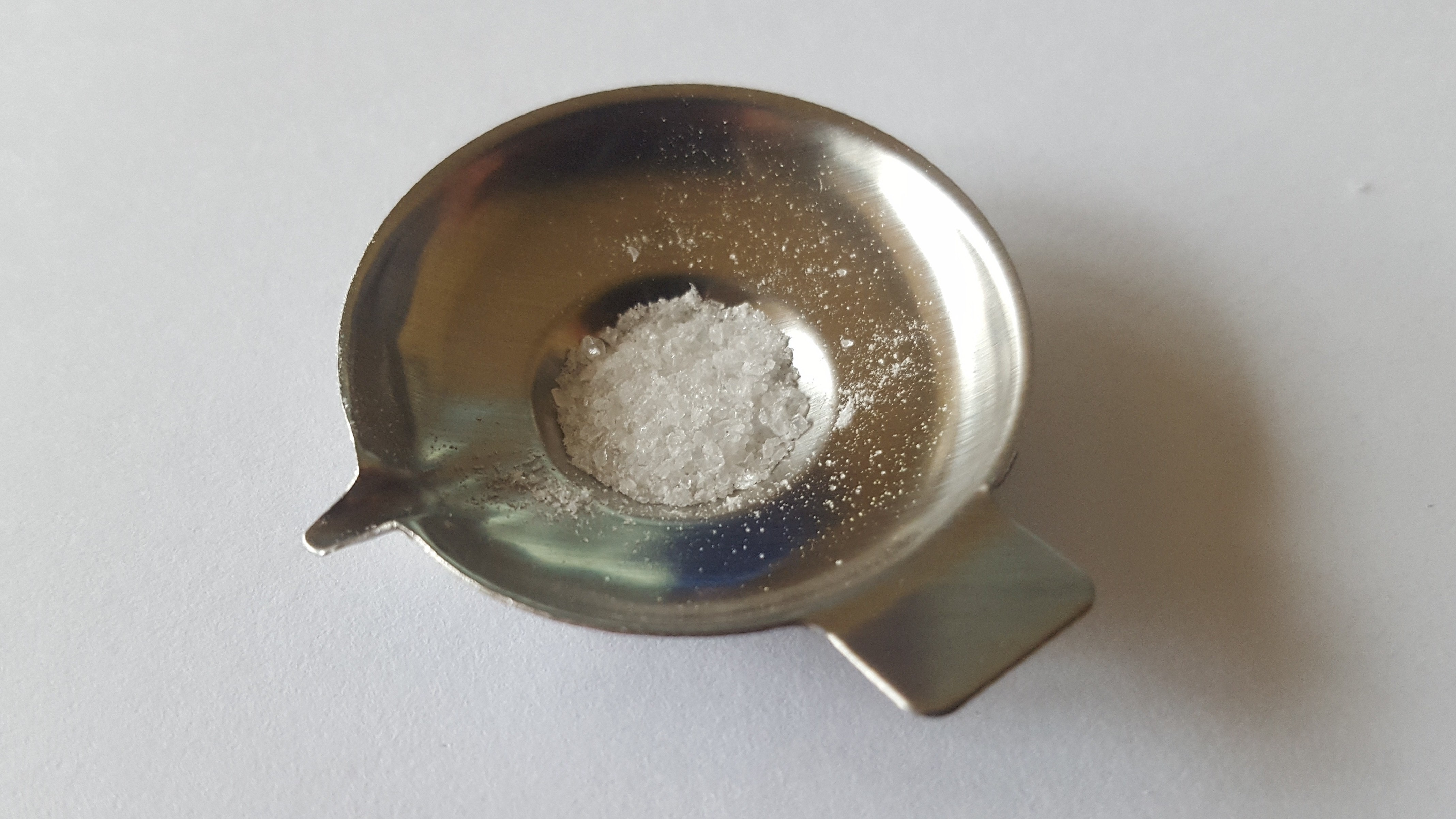
娯楽のために準備されたMDA

### 名前
医薬品として開発されていた時には、テナンフェタミン(tenamfetamine)という国際一般名が与えられていた。

### 法規制

#### オーストラリア
オーストラリアでは、医薬品 ・毒物の統一管理基準のスケジュール9の禁止物質とされている。スケジュール9の物質は「乱用の可能性のある物質。医療、科学研究、分析、教育、訓練等のため、コモンウェルスまたは州等の当局の承認を受けた場合を除き、製造、所持、販売、使用は法律で禁止される」物質である。

#### アメリカ合衆国
アメリカ合衆国では、規制物質法のスケジュールIで規制される物質である。

## 研究
2010年には、健康なボランティアを用いて、MDAが神秘的な体験を呼び起こし、視覚を変化させる能力が研究された。この研究で、MDAは「神秘的な体験と視覚を研究するための潜在的なツールである」と結論付けられた。
2019年の研究では、二重盲検法を用いてMDAとMDMAを健康な被験者に投与した。共感性や興奮作用を含み、MDMAと多くの共通する特徴があることが判明したが、より長く続き、複雑なイメージ、共感覚、霊的な体験などサイケデリック効果がより強かった。